# Leonard Pikioune
Leonard Joshua Pikioune, né le 16 mars 1989, est un homme politique vanuatais.

## Biographie
N'ayant pas le baccalauréat, il obtient un diplôme d’accès aux études universitaires, mais n'entreprend pas d'études. Il trouve un emploi dans l'exportation du kava, puis comme responsable des outils d'une entreprise de l'île d'Espiritu Santo. Membre du mouvement Nagriamel, un mouvement néo-coutumier de cette île, il est élu député de la circonscription rurale de l'île au Parlement de Vanuatu aux élections législatives de 2020, aux côtés de Fabiano Stevens issu lui aussi du Nagriamel mais candidat avec l'étiquette « Vemarana ». Il est réélu lors des élections anticipées de 2022,.
Le 3 décembre 2023, à l'âge de 34 ans, il est nommé ministre de l'Éducation dans le gouvernement de coalition de Charlot Salwai.
Son lien de parenté avec Gaetan Pikioune n'est pas connu.